# Высоцкий, Михаил Степанович
Михаи́л Степа́нович Высо́цкий (белор. Міхаіл Сцяпанавіч Высоцкі; 10 февраля 1928 — 25 февраля 2013, Минск) — советский и белорусский учёный, государственный и общественный деятель; один из основоположников белорусского грузового автомобилестроения. Создал белорусскую школу конструирования и исследования грузовых автомобилей.
Академик Национальной академии наук Беларуси, Заслуженный работник промышленности СССР (1991), Герой Беларуси (2006). Член КПСС. Депутат Верховного совета БССР.

## Биография
Родился 10 февраля 1928 года в деревне Семежево, Копыльский район, Минская область, БССР. Трудовую деятельность начал в 1946 году на Минском автомобильном заводе (МАЗ) слесарем-сборщиком.
В 1949 году окончил Минский автомеханический техникум, в своей дипломной работе им был предложен первый конвейер для сборки МАЗов. С этого же года работает в качестве конструктора, одновременно обучаясь во Всесоюзном заочном машиностроительном институте в Москве, который окончил в 1955 году.
Работал на Минском автозаводе 50 лет, из которых 35 лет — главным конструктором.
В 1950-е годы на заводе налаживалось производство бортового автомобиля МАЗ-200 и самосвала МАЗ-205, разработанные на Ярославском автомобильном заводе. Они не имели стабильных размеров, поэтому при сборке возникали большие сложности. М. С. Высоцкий внёс ряд значительных изменений, позволивших адаптировать к конвейерной сборке кабину, оперение (от слова опора), крылья (синоним дверцы) и добился их реализации в производстве. Благодаря этому повысилось качество и надёжность машин. Разработанные при его личном участии конструкции прицепов и полуприцепов в середине 1950-х годов с рядом уникальных новшеств (торсионная подвеска, герметичные тормоза и аппараты к ним) были использованы как шасси для монтажа передвижных электростанций и систем управления для запуска первого искусственного спутника Земли в октябре 1957 года. М. С. Высоцкий возглавлял подразделение Минского автозавода, которое занималось созданием прицепов, сориентированных на космические нужды.
Серьёзным испытанием для М. С. Высоцкого стала разработка кабины и оперения для 25-тонного самосвала МАЗ-525 и первого в мире 40-тонного самосвала МАЗ-530, отмеченного на Всемирной промышленной выставке в Брюсселе в октябре 1958 года высшей наградой — «Гран-при».
В 1961 году М. С. Высоцкий был назначен главным конструктором Минского автозавода.
С именем М. С. Высоцкого связаны наиболее значительные достижения Минского автозавода: разработка принципиально новой компоновки большегрузных автомобилей «кабина над двигателем» — впервые реализованная в МАЗ-500 (серийный выпуск с 1965 года), которая в дальнейшем получила распространение во всем мире; создание шести поколений магистральных автопоездов, последние из которых отвечают жёстким требованиям международных стандартов; в том числе концептуального модульного автопоезда МАЗ-2000 «Перестройка» (признанного автомобилем XXI века и получившего золотую медаль на Парижском Большом салоне автомобилестроения в 1988 году), ставшего прототипом разрабатываемого многозвенного автопоезда.
В 1970 году решением Совета Московского автомобильно-дорожного института (МАДИ) М. С. Высоцкому присуждена учёная степень кандидата технических наук. Выводы, сделанные в его работе, сводились к необходимости создания отечественных большегрузных автопоездов для магистральных перевозок.
В 1971 году под руководством М. С. Высоцкого создано семейство автомобилей МАЗ-500А, а в 1978 году — МАЗ-5335. Все последующие модели автомобилей отличаются от предыдущих более высокими технико-экономическими показателями: скоростными и тормозными свойствами, топливной экономичностью и плавностью хода, маневренностью и эргономичностью.
По поручению Правительства СССР под руководством М. С. Высоцкого разработаны конструкции автомобилей-самосвалов для Камского автозавода, которые в 1973 году были рекомендованы Госкомиссией к массовому производству.
Деятельность М. С. Высоцкого связана с установлением и укреплением связей науки с производством, ориентацией научного потенциала академической, вузовской и отраслевой науки на решение наиболее актуальных проблем, стоящих перед отечественным машиностроительным комплексом. В 1974 году по его инициативе был создан академический Отдел грузовых автомобилей (ОГрА) двойного подчинения: АН БССР и Минскому автозаводу. В 1975 году созданы учебно-научно-производственное объединение «МАЗ-БПИ», а в его рамках — кафедра Белорусского политехнического института (БПИ, ныне — БНТУ) «Большегрузные автомобили», руководителем которой академик М. С. Высоцкий являлся до последнего времени, а также создано научно-производственное объединение «Автофизтех».
С 1975 года М. С. Высоцкий назначен главным конструктором-начальником управления главного конструктора производственного объединения «БелавтоМАЗ», в которое вошли все автомобильные заводы республики.
В 1976 году М. С. Высоцкий защитил докторскую диссертацию в МАДИ. Крупным вкладом в развитие теории мобильных машин стала разработанная М. С. Высоцким теория проектирования и испытания большегрузных автопоездов. В 1989 году избран действительным членом (академиком) Академии наук БССР.
М. С. Высоцкий является одним из инициаторов организации на МАЗе отечественного крупномасштабного производства автобусов и руководителем создания их первых моделей совместно с немецкой фирмой «Неоплан» (1992 год), что послужило основой современного производства по выпуску широкого семейства унифицированных автобусов, ориентированного на полное обеспечение потребностей Белоруссии и поставки на экспорт.
Работая с 1992 по 1997 годы вице-президентом академии наук Белоруссии, М. С. Высоцкий смог консолидировать усилия учёных и заводских специалистов не только в интересах МАЗа и ПО «БелавтоМАЗ», но и всей автотрактростроительной отрасли республики, что позволило пережить острый экономический кризис в период распада СССР, обеспечить становление национального автомобиле- и автобусостроения и выйти на устойчивое динамичное развитие отрасли, внося существенный вклад в формирование ВВП и наращивание экспортного потенциала Белоруссии.
С 1993 по 2001 годы М. С. Высоцкий — директор созданного по его инициативе Научного центра проблем механики машин НАН Беларуси, с 2001 года — генеральный директор Научно-инженерного республиканского унитарного предприятия (НИРУП) «Белавтотракторостроение» НАН Беларуси. В 1995 году для государственной поддержки автотракторостроения по инициативе М. С. Высоцкого при поддержке президента Республики Беларусь и одобрении государственным заказчиком в лице Министерства промышленности под его руководством была разработана государственная научно-техническая программа (ГНТП) «Белавтотракторостроение» на 1996—1998 годы, а затем на 1999—2000 и 2001—2005 годы. Он является инициатором и научным руководителем Государственной программы фундаментальных (ориентированных фундаментальных) исследований «Механика» на 1996—2000 и 2001—2005 годы, которая явилась научным обеспечением в области фундаментальных исследований программы «Белавтотракторостроение». В 2002 году во исполнение поручения президента Республики Беларусь была разработана Государственная целевая программа развития автотракторостроения и комбайностроения Республики Беларусь на 2003—2005 годы и на период до 2010 года «Автотракторокомбайностроение».
В 2002 году постановлением Совета Министров Республики Беларусь М. С. Высоцкий назначен генеральным конструктором по автомобильной технике Республики Беларусь.
В 2003 году под руководством М. С. Высоцкого была разработана и в 2004 году утверждена постановлением Совета Министров Республики Беларусь укрупнённая Государственная научно-техническая программа «Машиностроение». Для разработки, освоения и внедрения передовых технологий проектирования новых конкурентоспособных моделей автотракторной и сельскохозяйственной техники М. С. Высоцким создан Республиканский компьютерный центр машиностроительного профиля.
С мая 2006 года и до последних дней являлся генеральным директором Государственного научного учреждения «Объединённый институт машиностроения Национальной академии наук Беларуси», ведущего научного и инновационного центра Белоруссии в области механики, имеющего статус головного научного учреждения по вопросам автотракторосельхозмашиностроения, решающего наиболее актуальные и экономически значимые задачи.

Среди достижений института под руководством М. С. Высоцкого в области фундаментальных исследований — обоснование и разработка принципов модульного проектирования автопоездов, а также принципов создания математических и компьютерных моделей для исследования эксплуатационных свойств при реализации комплекса виртуальных испытаний. Это позволило исследовать ранее не рассмотренные в теории автомобиля случаи криволинейного движения транспортных средств и сформировать подходы к созданию алгоритмов управления движением многозвенных автопоездов.

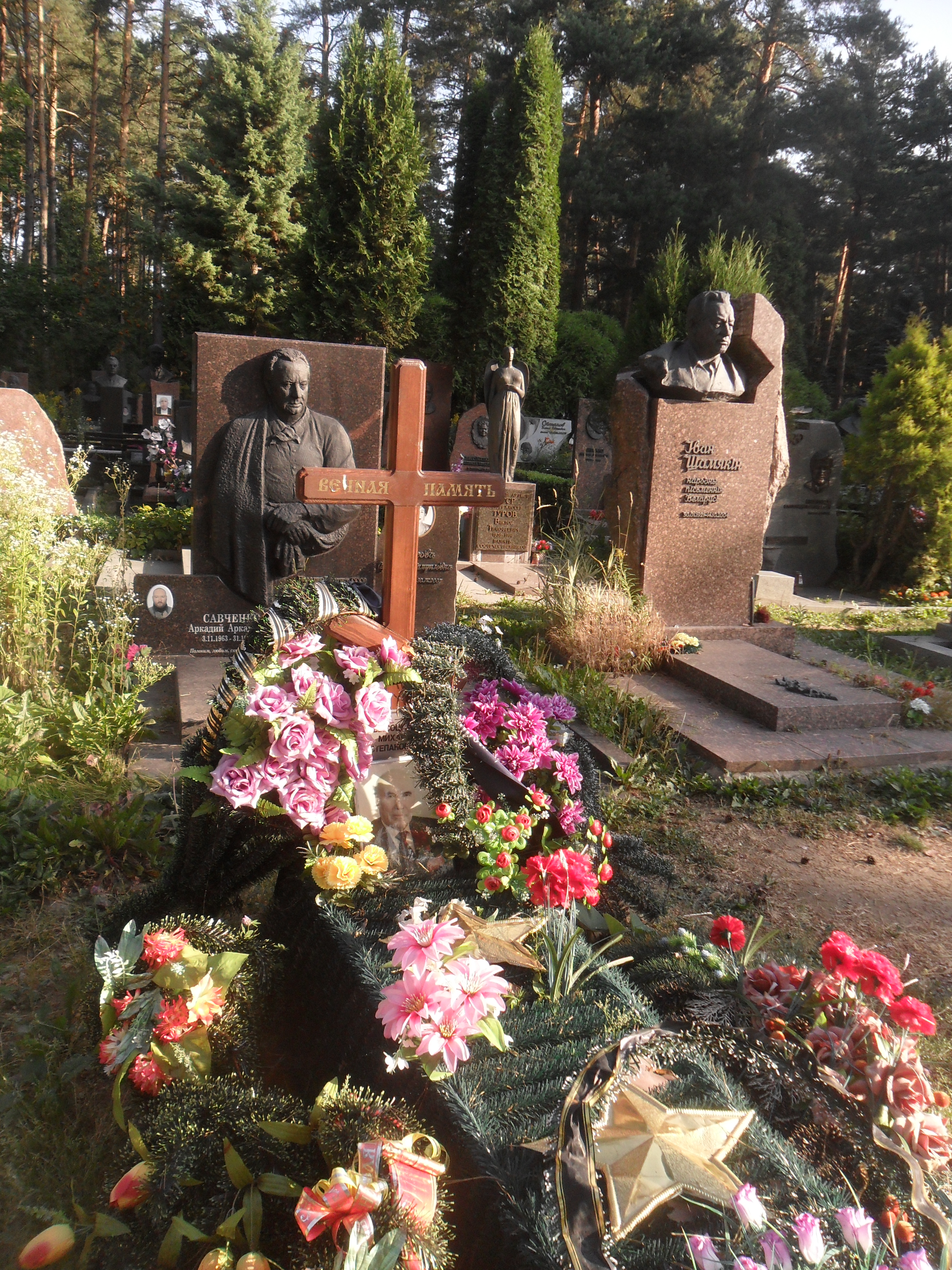
Могила Высоцкого на Восточном кладбище Минска.

Несмотря на многообразие и новизну выпускаемой техники, до 2009 года в Белоруссии отсутствовал специализированный полигон для её испытаний, проведения научных исследований и сертификации мобильных машин. М. С. Высоцкий являлся инициатором и координатором работ по созданию белорусского автомобильного полигона.
М. С. Высоцким развита теория виртуального проектирования и испытаний мобильных машин, получены результаты в области динамики автомобильных и железнодорожных цистерн, выполнена организаторская работа по созданию и контролю государственных научно-исследовательских и научно-технических программ. Научно-организационная деятельность М. С. Высоцкого основывалась на научной работе. Им опубликовано более 450 научных трудов. Издано 20 монографий, получено 145 авторских свидетельств и патентов, большинство из которых послужили основой для повышения конкурентоспособности и создания новых видов автотракторной техники.
М. С. Высоцким подготовлено 6 докторов и 18 кандидатов наук и создана белорусская школа механики и комплексного проектирования мобильных машин, трудами которой впервые в стране заложены основы теории проектирования и ускоренных испытаний высокоскоростных большегрузных магистральных автопоездов.
Умер 25 февраля 2013 года. Похоронен на Восточном кладбище в Минске.

## Научно-организационная и общественная деятельность
М. С. Высоцкий:
- член Президиума Комитета по Государственным премиям Республики Беларусь; Комиссии по вопросам государственной научно-технической политики при Совете Министров Республики Беларусь; Межведомственной комиссии по рассмотрению кандидатур для назначения стипендий президента Республики Беларусь талантливым молодым учёным; Межведомственного научно-технического совета Министерства промышленности Республики Беларусь;
- председатель Научного совета по проблемам машиностроения НАН Белоруссии; Межведомственного экспертного совета по приоритетному направлению фундаментальных и прикладных научных исследований «Механика машин, обеспечение надёжности и безопасности технических систем, повышение конкурентоспособности продукции машиностроения»; Экспертного совета по машиностроению Белорусского республиканского фонда фундаментальных исследований;
- генеральный директор Государственного научного учреждения «Объединённый институт машиностроения Национальной академии наук Беларуси»;
- руководитель Органа по сертификации транспортных средств, предметов их оборудования и частей; эксперт-аудитор по качеству Республиканского органа по стандартизации, метрологии и сертификации при Совете Министров Республики Беларусь;
- попечитель Духовно-образовательного Центра Белорусской Православной Церкви в Минске; член Президиума Белорусско-Российского Комитета «Союз»;
- заместитель председателя по науке Белорусской научно-промышленной ассоциации; руководитель общества дружбы «Беларусь − Корея»;
- с 1992 года руководитель белорусского отделения группы международного общества автомобильных инженеров (SAE);
- член международного общества инженеров механиков (ASME);
- редактор энциклопедии «Машиностроение» (Москва) по автомобильной тематике;
- председатель Белорусского регионального редакционного совета журнала «Автомобильная промышленность» (Москва);
- член редакционного совета «International Journal of Vehicle Design» (Великобритания); Международного журнала по транспортным технологиям, научно-технического журнала «Грузовик &» (Москва); журнала «Весці НАН Беларусі» (Серыя фізiка-тэхнічных навук); главный редактор Международного научно-технического журнала «Механика машин, механизмов и материалов».

## Основные научные работы
1. Высоцкий М. С. Грузовые автомобили: Проектирование и основы конструирования. 1-е изд. / Ю. Ю. Беленький, М. С. Высоцкий, Л. Х. Гилелес, И. Ф. Демидович, С. Г. Херсонский, А. И. Титович. — М.: Машиностроение, 1979.
2. Высоцкий М. С. Основы проектирования автомобилей и автопоездов большой грузоподъёмности / Ю. Ю. Беленький, М. С. Высоцкий, Л. Х. Гилелес, И. Ф. Демидович, С. Г. Херсонский, А. И. Титович. — Минск, 1980. — 200 с.
3. Высоцкий М. С. Грузовые автомобили: Проектирование и основы конструирования. 2-е изд. / М. С. Высоцкий, Л. Х. Гилелес, С. Г. Херсонский. — М: Машиностроение, 1995.
4. Высоцкий М. С. Мобильные транспортные машины: Взаимодействие со средой функционирования / М. С. Высоцкий, В. В. Ванцевич, Л. Х. Гилелес; НАН Беларуси, Науч. центр проблем механики машин. — Минск: Бел. навука, 1998. — 302 с.: ил. — Библиогр.: 122 назв.
5. Высоцкий М. С. Аэродинамика колёсного транспорта / М. С. Высоцкий, А. Н. Евграфов. — Минск: Белавтотракторостроение, 2001. — 363 с.
6. Высоцкий М. С. Активная безопасность автомобиля. Основы теории / М. С. Высоцкий, В. Г. Бутылин, В. Г. Иванов, И. И. Лепешко. — Минск, 2002.
7. Высоцкий М. С. Динамика автомобильных и железнодорожных цистерн / М. С. Высоцкий, Ю. М. Плескачевский, А. О. Шимановский; Объедин. ин-т машиностроения НАН Беларуси. — Минск: Белавтотракторостроение, 2006. — 320 с.: ил., табл. — Библиогр.: 273 назв.

## Звания, премии и награды
1967 год — за создание нового семейства автомобилей МАЗ-500 награждён орденом Трудового Красного Знамени;

1970 год:

 — за создание конструкции унифицированного семейства высокопроизводительных большегрузных автомобилей МАЗ-500 и организацию их производства на Минском автомобильном заводе присуждена Государственная премия СССР в области науки и техники;
 — награждён медалью к 100-летию В. И. Ленина;
Медаль «За трудовую доблесть» -За отличие в автомобилестроении БССР.
Медаль «За трудовое отличие»-за высокие показатели производства большегрузных автомобилей МАЗ-500
1974 год — за создание нового вида автомобильного транспорта — большегрузных магистральных автопоездов — награждён орденом Ленина;

1976 год — присвоены почётные звания «Заслуженный деятель науки и техники БССР»;

1978 год — присвоено звание профессор по кафедре «Большегрузные автомобили» БГПА;

1986 год — за создание уникальной гибкой автоматизированной системы ускоренных испытаний автомобилей МАЗ и их узлов М. С. Высоцкому, как руководителю творческого коллектива, присуждена Государственная премия БССР;

1991 год — Указом Президента СССР присвоено почётное звание «Заслуженный работник промышленности СССР» — единственный в Белоруссии;

1998 год:

 — Указом президента Республики Беларуси награждён орденом Отечества III степени за заслуги в развитии фундаментальных исследований в области машиностроения, большой личный вклад в создание и освоение производства прогрессивной автомобильной техники;
 — вручена награда признания за значительный вклад и самоотверженность в достижении роста и успехов секций SAE;
1999 год — награждён Белорусской инженерной академией золотой медалью «За заслуги в развитии науки и техники»;

2002 год — Благодарность Верховного Главнокомандующего ВС РФ В. В. Путина за образцовое выполнение воинского долга и самоотверженное служение Отечеству;

2003 год — Федерацией космонавтики России награждён золотой медалью имени С. П. Королёва за заслуги перед отечественной космонавтикой;

2004 год — Указом президента Республики Беларусь награждён орденом Отечества II степени за заслуги в развитии фундаментальных исследований в области машиностроения, большой личный вклад в создание и освоение производства прогрессивной автомобильной техники;

2006 год — Указом президента Республики Беларусь от 1 марта № 135 академику М. С. Высоцкому присвоено звание «Герой Беларуси» и вручена Золотая Звезда Героя за исключительные заслуги в социально-экономическом развитии Республики Беларусь;

2008 год:

 — Присвоено звание «Почётный доктор Белорусского национального технического университета»;
 — Избран почётным профессором Белорусского государственного университета транспорта;
 — Присвоено звание Почётный гражданин Копыльского района;
 — Присвоено звание Почётный гражданин города Минска;
2009 год — Присвоено звание Почётный гражданин Минской области.

## Память
- Приказом Министерства образования Республики Беларусь от 27.05.2014 № 465 с 04.06.2014 учреждение образования «Минский государственный автомеханический колледж» переименовано в учреждение образования «Минский государственный автомеханический колледж имени академика М. С. Высоцкого».
- Имя академика Высоцкого носит одна из улиц Минска.